# Mohamed Mezouari
Mohamed Mezouari beter bekend als Hamicha (Amsterdam, 5 augustus 1996) is een Marokkaans-Nederlands kickbokser die onder contract staat bij GLORY.

## Biografie
Hamicha groeide op in Amsterdam-West in een Marokkaans gezin. Zijn ouders komen oorspronkelijk uit Ain Sfa en vestigden zich later in Oujda, een stad in het noordoosten van Marokko. Hij begon als achtjarige met kickboksen bij de El Otmani Gym in Amsterdam.

## Carrière

### Begin carrière
Nadat hij op z’n achttiende A-klasser werd vertrok Hamicha in 2016 naar Azië om daar zijn partijen te gaan vechten. Zo werd hij op 7 augustus 2016 de BLADE -70kg Champion nadat hij de Spaanse David Ruiz knockout trapte met een linker hoge trap naar het hoofd. 
Na vele winstpartijen pakte hij in 2017 ook de Fight League -76kg World Title door de Thai Thongchai Sitsongpeenong te verslaan.

### GLORY
In 2018 tekende Hamicha een contract bij vechtorganisatie Glory. Hij zette een indrukwekkende reeks neer en sloeg zijn eerste 4 tegenstanders allemaal in de eerste ronde knockout. Zijn vijfde partij vocht hij tegen de Fransman Diaguely Camara. Deze versloeg hij op punten.

## Titels
- 2017 Fight League -76kg World Champion
- 2016 BLADE -70kg Champion[4]